# 小倉競輪場
小倉競輪場（こくらけいりんじょう）は、 福岡県北九州市小倉北区三萩野にある競輪場である。主催者は北九州市。競技実施はJKA西日本地区本部九州支部。電話投票における競輪場コードは81#。
現在は北九州メディアドーム（施設所有は北九州市）と同一施設となっている。

## 概要
小倉競輪場は、1948年11月20日に認可された競輪場である。日本で最初に認可された競輪場であるため、競輪発祥の地とも呼ばれている。毎年11月下旬にGI・朝日新聞社杯競輪祭、競輪祭女子王座戦を開催している（全国で唯一GIが毎年必ず開催される競輪場である）。
1948年に福岡県で開催される国民体育大会のために造る競技場（当時の名称は三萩野競輪場）を、そのまま競輪に振り向けるというアイデアがきっかけで小倉競輪場が誕生した。この時の「第1回小倉競輪」で発売された車券は単勝式・複勝式のみで、連勝式を最初に発売したのは同年12月11日の大阪府営競輪場（大阪住之江競輪場）である。
かつては競輪を開催するためのみの施設であったが、1998年10月に北九州メディアドームの誕生により移転する形で一体施設となり、それに伴い旧小倉競輪場は同年6月18日をもって閉鎖し、その後解体された。メディアドーム西側にある芝生の公園（画像前側・三萩野公園芝生広場）が、かつて旧小倉競輪場のあった場所である。
冠杯として、かつて吉岡稔真のホームバンクであったことからその功績を称え、2007年より『吉岡稔真カップ』が創設された。2024年まではナイターにてFI開催として開催されていたが、2025年は初めて昼間開催として開催される。また、同年のみGIIIとして行われる。
2004年9月からはA級ツイントーナメントで前半戦「ナーディーカップ」・後半戦「プラーナカップ」を実施していたが、2005年5月15日をもって終了した。
北九州市は、若松区に若松競艇場があり、2つの公営競技の主催が完全に一致する唯一のケースとなっており、2006年10月20日に、敷地内に「ミニボートピア北九州メディアドーム」が開設され、競輪施設において競艇の舟券を発売する全国初のケース、および競輪場では現在でも唯一の本場にて競艇の舟券を発売している場となっており、。その逆として2008年12月6日に若松競艇場内に競輪場外発売場のサテライト若松が設置されている。
2011年9月 - 11月、「3場所連続S級決勝同着優勝」が発生した。
現在は投票締め切り前の音楽はオリジナルの音楽が流れるが、かつてはジェンカが流されていた。これは旧小倉競輪場、またかつての門司競輪場も同じだった。また選手紹介の際、最終日の最終レースのみ小倉祇園太鼓をアレンジした音楽が流れる。

### 民間委託とトータリゼータ
2006年5月の開催より民間委託を実施、これに平行して運営設備のリニューアルを実施し在席投票システム（すわって投票）を西日本地区としては初めて導入し、トータリゼータシステムを日本トーターから富士通フロンテックに更新した。2013年3月で契約期限を迎え、再び委託事業者の募集が行われたが、入札の結果、引き続き同事業者が請け負うこととなった。
なお、2025年4月より委託先がSPEEDチャンネル・日本トーターの共同事業体に変更された。その影響で、トータリゼータシステムも再び日本トーターに戻る事になった。

### 夜間開催と中継
2000年10月18日からはナイター競走「スペースナイトレース」を実施しており、2024年度はモーニング競輪・デイ開催を実施しない日程となっている。2025年8月に行われるGIII大阪・関西万博協賛競輪はデイ開催で実施する予定。2019年と2020年には3日制GIII「小倉濱田翁カップ」が実施され、これもデイ開催であった。
朝日新聞社杯競輪祭においては2017年までは小倉で唯一のデイ開催であったが、2018年よりナイター開催を実施している。競輪祭女子王座戦は競輪祭開催期間中に行われるため、同じくナイター開催である。
2011年1月14日からは、全国初の『ミッドナイト競輪』が開催された。自場ではミッドナイト競輪を実施できない主催者が小倉を借り上げてミッドナイト競輪を実施するケースもある（2024年度は防府、および本場が改築中の広島の主催開催が実施されている）。
実況はJPFで、担当アナウンサーは弥永正宏だったが2010年に逝去し、以降は同社所属のアナウンサーが交代で務めていたが、2012年4月より大村篤史が担当。なおミッドナイト競輪については開始当初から2021年4月まで橋本悠督がJPFと契約して担当していたが現在は大村が担当している。また、2012年までの競輪祭ではファン投票によって実況アナウンサーが決められていたが、2013年から2019年は橋本悠督が実況を担当した。
ナイター開催のCS放送・インターネット中継のキャスターは、藤元リサと解説の武田圭二のコンビが務めている。ミッドナイト開催のCS放送・インターネット中継のキャスターは大村篤史（実況と兼務）と解説の武田圭二が担当している。また、2020年からはスペースエンジェルズの内1人が1節交代制でアシスタントとして務めている。

### マスコット
シンボルマークは長らくヘルメットをかぶった競輪選手の顔の上半分に、競輪発祥の地を表す「ORIGIN KOKURA」と書かれたものが使われていたが、2代目として北九州市出身の漫画家松本零士がデザインした、宇宙の競輪選手をイメージしたマークが使われ、2004年1月には「スペース騎士（ナイト）」と命名された。
2015年に3代目となる、打鐘をモチーフにした妖精の「かねりん」が誕生した。実際の小倉競輪場の打鐘も、「かねりん」仕様のカラーストライプが施された。

### その他
スペースエンジェルズ（旧・SUN FLOWERS）というキャンペーンガールが2008年頃結成された。

## チャリロト
2008年11月18日より重勝式投票「チャリロト」の発売が開始されており、2011年（平成23年）1月27日開催のレースで、後半7レースの1着を連続して当てる7重勝単勝式の「チャリロト」（1口200円）で1口が的中し、4億29万1940円の配当を記録した。これは公営競技（競輪、競馬、競艇、オートレース）では、2010年10月に平塚競輪のチャリロトで出た国内史上最高額9億598万7400円に次ぐ2番目の高額配当。千葉県の男性が的中させたとされる。小倉競輪では2008年11月18日に販売を開始して以来、的中がなくキャリーオーバー（繰り越し）が続いていた。
2013年3月25日からの開催よりキャリーオーバーを共有する『グループG』としての発売となり、豊橋競輪場・別府競輪場・熊本競輪場・松阪競輪場と共有している。

## バンクの特徴
開設時は500m走路であったが、その後1周400mに改装され、ドームへの移行時にも周長は維持された（レムニスケート曲線から新マッコーネル曲線へ変更）。
前橋競輪場（グリーンドーム前橋）に次ぐ2番目のドームバンクで、設計の際は全国の競輪場のデータを参考にし、最高速度向上など走りやすさを前面に出したコンセプトで設計された。ドームの為風がない事も手伝って、2013年9月8日に名古屋でパーキンスに更新されるまで、400mバンクとしては当時最速の上がりタイムを記録していた。
豪快な捲りを決めやすい節があるものの、少し踏み遅れるだけで後方に置いてけぼりになる自力選手もいるので一概に逃げ不利では無い。統計上は自力（逃げ・捲くり）、番手（差し）ともにほぼ互角であるが、上位選手が揃う競輪祭では番手がやや優位となっている。
大画面映像装置はバックストレッチ側壁面上部に設置されている。

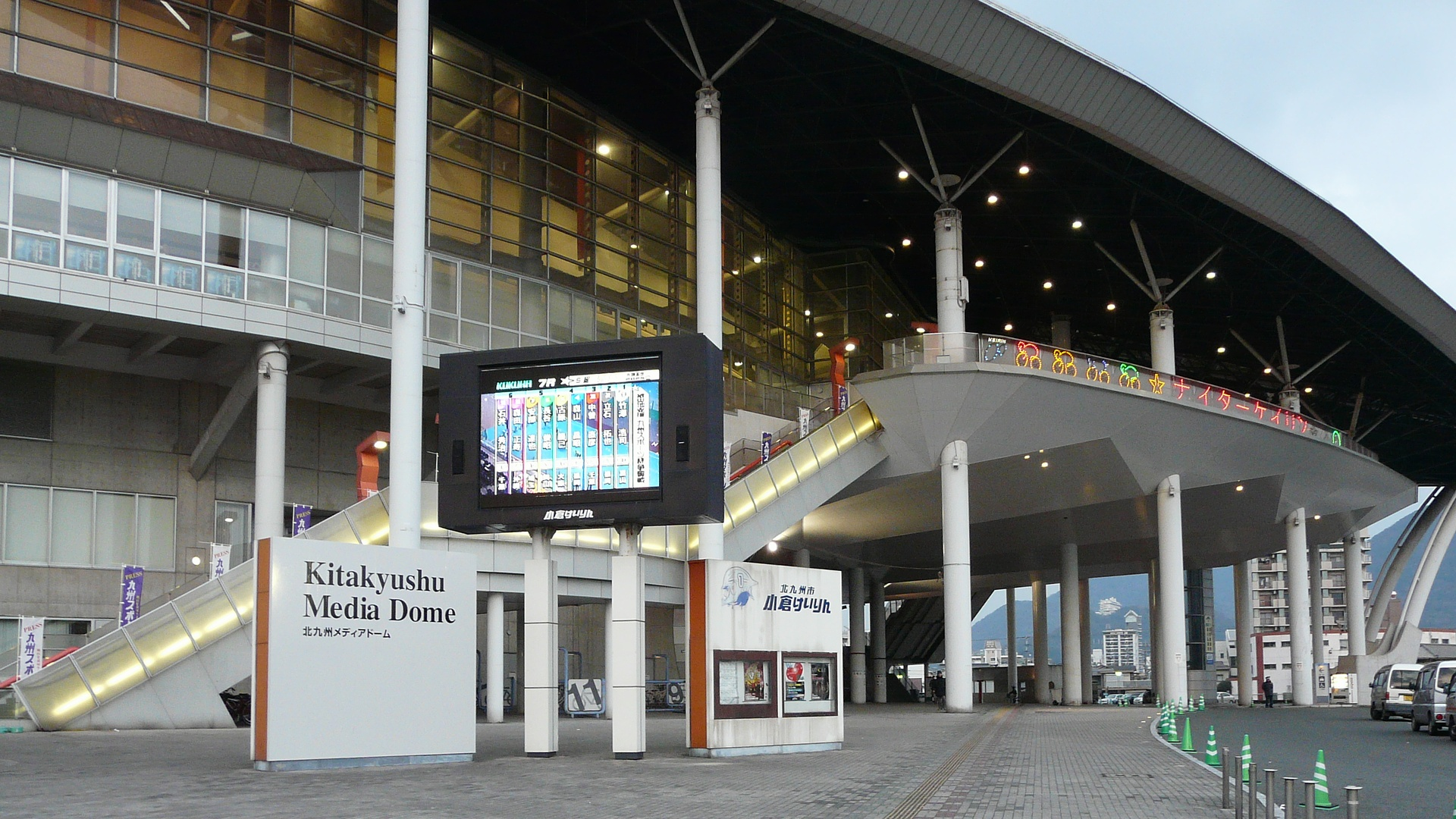
入場門
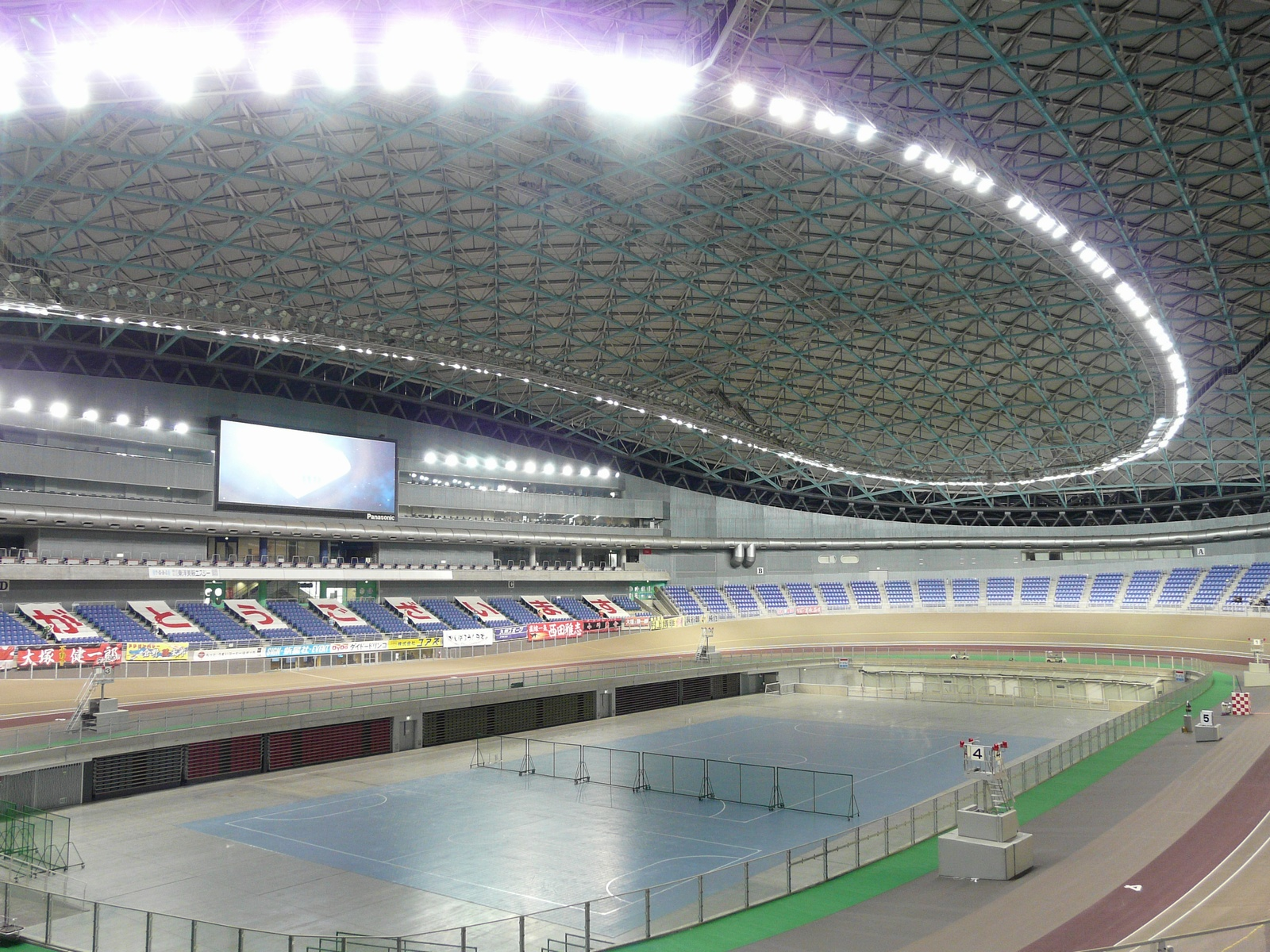
場内
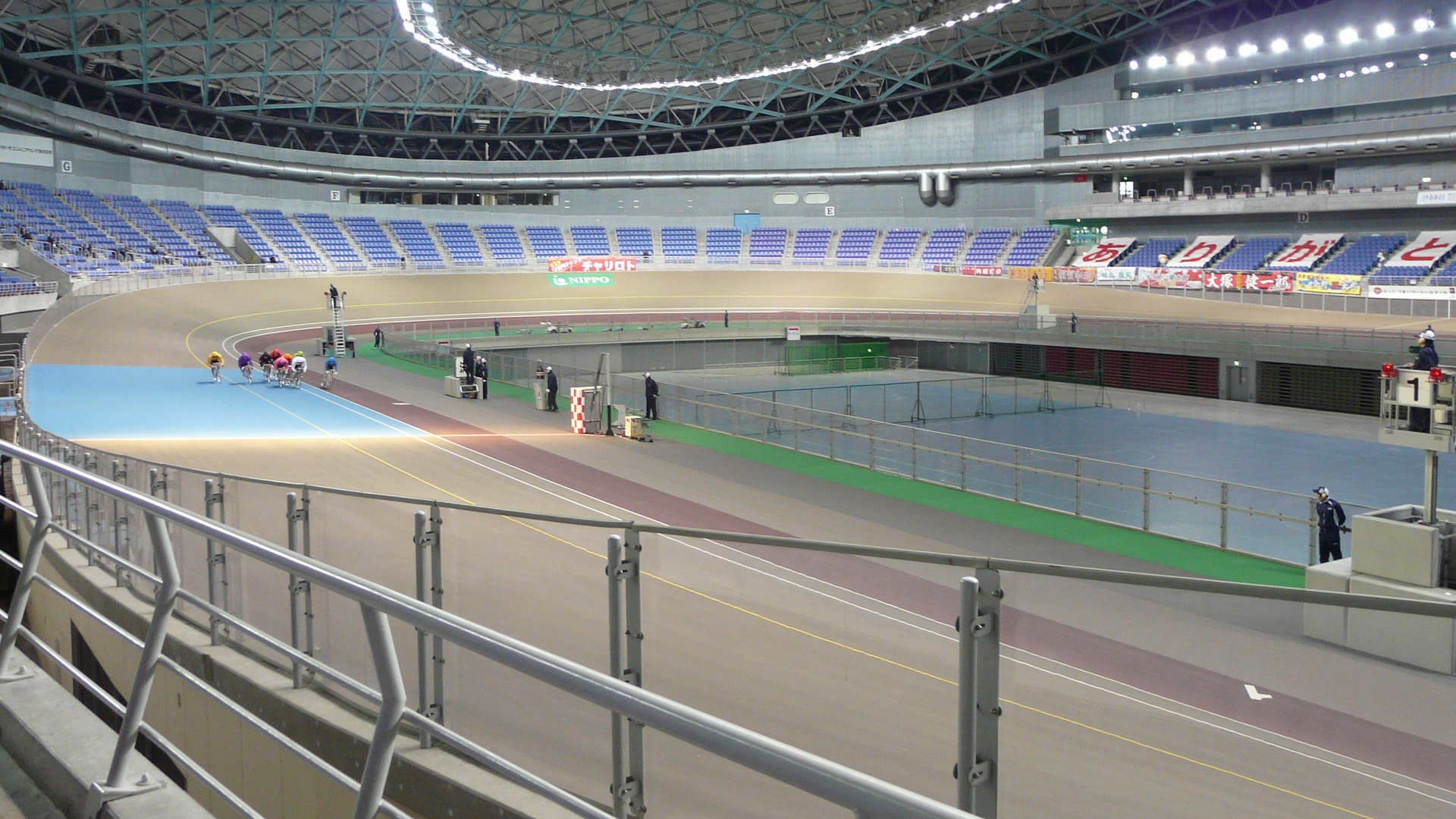
バンク
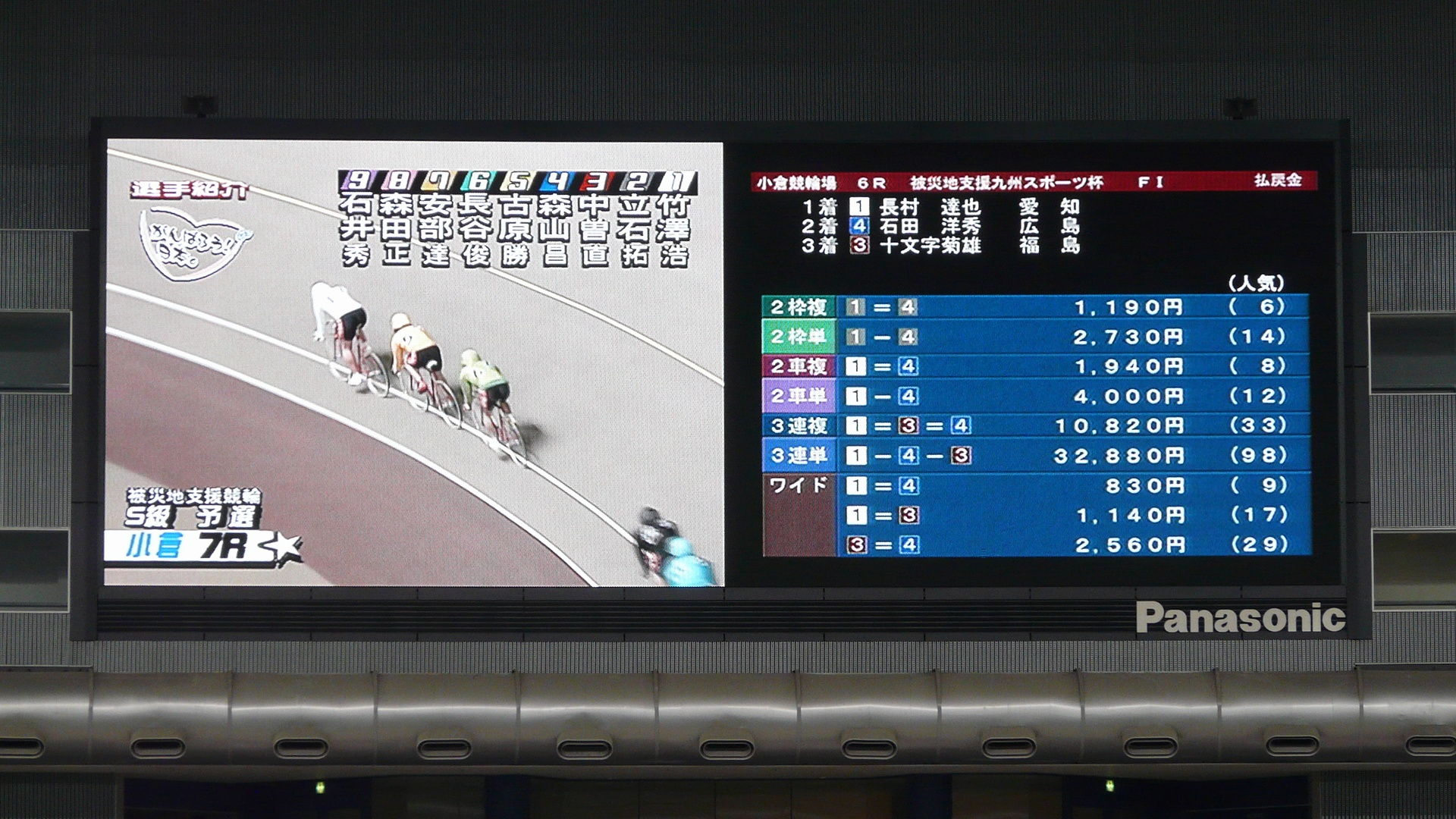
電光掲示板

## グレード開催

### 朝日新聞社杯競輪祭
毎年11月下旬に、GI競走である「朝日新聞社杯競輪祭」「競輪祭女子王座戦」（ガールズケイリン。競輪祭開催期間中のうち前半3日間で実施）が恒久的に開催されている。
競輪では「4日（以上）制でのグレードレース（GIII以上）は原則年1節のみ」とする規程があるため、小倉では競輪祭を定期開催している関係から、現存する競輪場で唯一開設記念競輪（GIII）が開催されない（過去には大津びわこ競輪場（廃止）も同様に開設記念競輪を開催しなかった）。そのため、小倉では開設記念競輪も含めて他のグレードレースの開催は平年ではないが、3日間制GIIIは開催実績がある。2025年は8月に初めて4日制GIII(大阪・関西万博協賛競輪)を開催する事になった。
全国的なナイター競走の場外発売体制が整っていなかったこともあり、競輪祭に限り昼間開催となっていたが、2018年の第60回大会よりナイター開催に移行することが決まり、現在は通年でナイター開催となっている。

### 小倉濱田翁カップ
上記の通り、2017年度までは小倉では競輪祭以外のグレードレースは開催されてこなかったが、2018年度と2019年度に、競輪発祥70周年を記念して、開設当時の小倉市長であり競輪の開催に尽力した濱田良祐の功績を称え、3日制のGIII「小倉濱田翁カップ」が開催された。第1回は2019年3月29日 - 31日（2018年度）に昼間開催で行われ、第2回は2020年2月14日 - 16日（2019年度）に開催された。
2017年度までは「スーパーナイター濱田賞」（FI）が行われていた。2018年度、2019年度は上記の「小倉濱田翁カップ」を開催した関係で同開催はなかったが、2020年度からは再び開催されている。
| 年   | 優勝者   | 登録地 |
| ---- | -------- | ------ |
| 2019 | 南潤     | 和歌山 |
| 2020 | 松坂洋平 | 神奈川 |

## アクセス
- 香春口三萩野駅（北九州高速鉄道小倉線）徒歩7分
- 小倉駅北口から車で約7分。
- 小倉駅・下関駅（門司駅）・折尾駅（南小倉駅）・行橋（苅田駅）・黒崎バスセンター（戸畑駅）の各方面から無料送迎バスあり。

## 場外車券売場
- サテライト若松（ボートレース若松内）

ハイビジョンシアター門司（旧門司競輪場）は、2021年3月31日をもって車券の販売を終了し閉鎖された。

## その他
- 日本競輪選手養成所の男子入学試験において、1次試験のタイムトライアルは当場にて行われている（女子は日本競輪選手養成所内にて実施）。